# Лепушнік (Тіміш)
Лепушнік (рум. Lăpușnic) — село у повіті Тіміш в Румунії. Входить до складу комуни Бара.
Село розташоване на відстані 365 км на північний захід від Бухареста, 55 км на схід від Тімішоари.

## Населення
За даними перепису населення 2002 року у селі проживали 47 осіб, з них 45 осіб (95,7%) румунів. Рідною мовою 45 осіб (95,7%) назвали румунську.